# 里弗鎮區 (北卡羅萊納州傑克遜縣)
里弗鎮區（英語：River Township）是位於美國北卡羅萊納州傑克遜縣的一個鎮區。

## 地方資料
里弗鎮區的面積為52.57平方千米，皆為陸地。根據2020年美國人口普查的數據，當地共有人口1905人，而人口密度為每平方千米36.24人。